# Ахмад ас-Сагани
Абу Хамид Ахмад ибн Мухаммад ас-Сагани аль-Аструлаби (араб. أبو حامد أحمد بن محمد الصاغاني‎; ум. 990) — крупный математик и астроном, уроженец Саганиана вблизи Мерва, работал в Багдаде.
Составил «Книгу о совершенной проекции сферы на плоскость», в которой рассматривается центральное проектирование, при котором центр проекции находится на оси сферы, но не на её полюсе; альмукантараты получающейся при таком проектировании астролябии будут не окружностями, как в случае стереографической проекции, но эллипсами.
Написал также «Трактат о построении правильного семиугольника», «Трактат о трисекции угла», «Книгу о часах на тимпане астролябии», «Книгу о расстояниях и объёмах небесных тел», «Книгу о правилах науки астрономии».